# 厄爾格茲區
48°36′N 62°09′E / 48.600°N 62.150°E

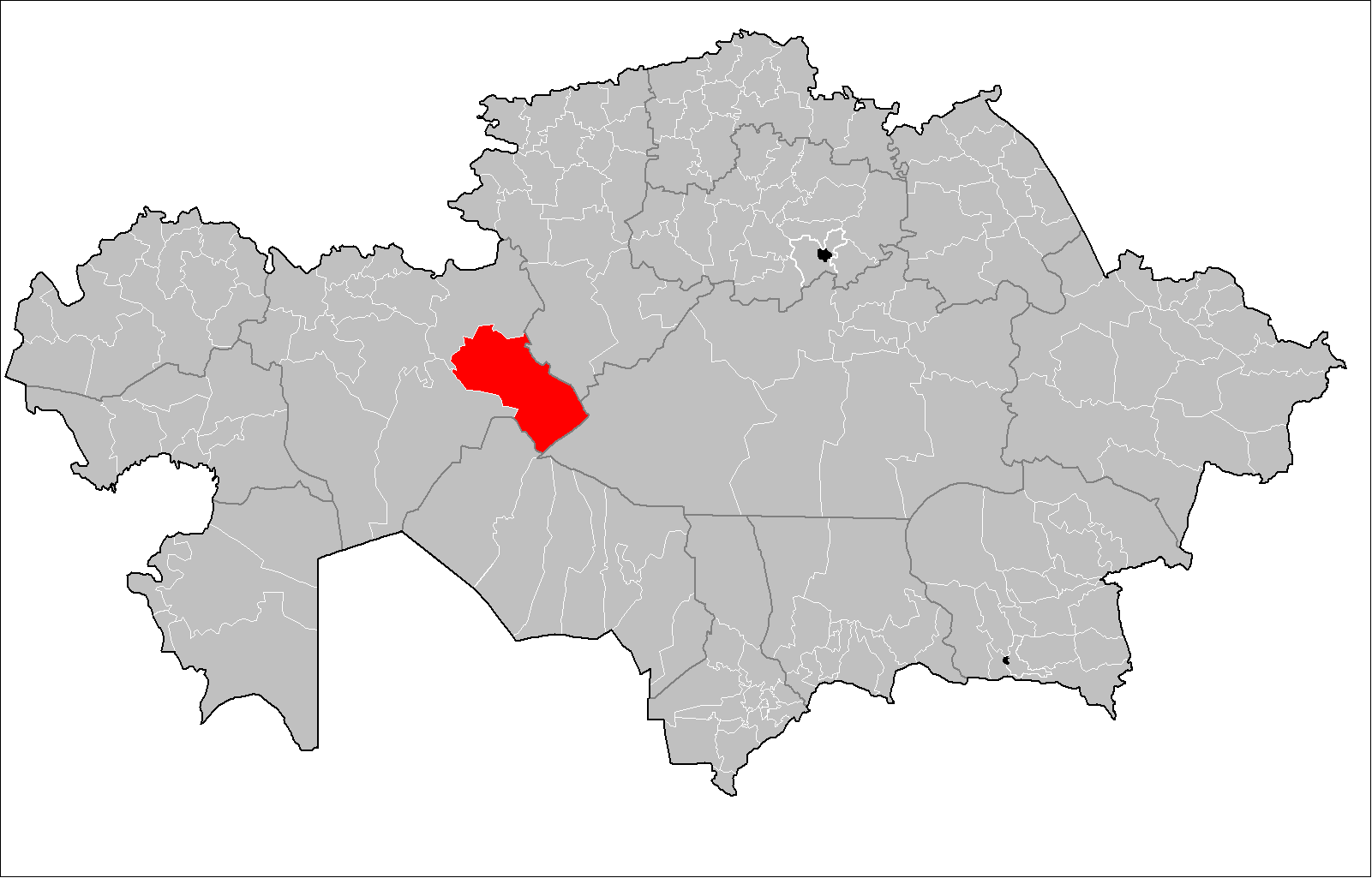

厄爾格茲區是哈薩克斯坦的行政區，位於該國中西部，由阿克托貝州負責管轄，首府設於厄爾格茲，始建於1928年，面積41,500平方公里，2019年人口14,999。